# Societat Espanyola d'Astronomia
La Societat Espanyola d'Astronomia  (SEA) és l'associació que representa els astrònoms i astrofísics espanyols. Aquesta associació la formen més de 500 astrofísics professionals i algun astrònom amateur que han contribuït de manera notable a l'astronomia, participant el 2006 en el compromís amb l'ESO.
El seu objectiu principal és contribuir a promocionar el desenvolupament de l'astronomia a Espanya i, de manera particular, la SEA intenta proporcionar un fòrum independent per a la discussió d'assumptes d'interès comú per a la comunitat astronòmica. Per a això compta amb una junta directiva, diversos grups temàtics de treball i organitza una reunió científica bianual.
La societat té diversos serveis per a la comunitat astronòmica:
- Llistes de correu d'informació
- Atenció a mitjans de comunicació
- Butlletí de notícies
- Organització d'un congrés bianual

La SEA s'organitza en diverses comissions o grups de treball temàtics. Actualment són:
- Comissió Científica
- Comissió Pro-Am (professionals-amateurs)
- Comissió de Terminologia Astronòmica
- Comissió Dona i Astronomia
- Comissió d'Ensenyament
- Comissió de Comunicació

## Butlletí
La SEA publica semestralment un Butlletí Informatiu que es distribueix entre els seus socis. En aquest Butlletí s'informa sobre les activitats de la Societat, sobre novetats en el camp de l'astronomia i també conté articles sobre temes científics d'actualitat i ressenyes de tesis doctorals.
Des de l'estiu de 2011, el Butlletí semestral de la Societat Espanyola d'Astronomia s'edita en format electrònic i està accessible per a tot el públic.

## Informe sobre l'estat de l'astrofísica a Espanya
el 2002 per encàrrec de la Societat es va elaborar un estudi de l'estat de l'astrofísica a Espanya del qual es dedueix diverses coses:
- Que el nombre d'astrònoms per milió d'habitants a Espanya era molt menor que en altres països d'Europa (França, Regne Unit, Alemanya).
- Què la recerca en Astrofísica a Espanya tenia un nivell molt alt, i es publicava més en Astronomia que la resta de ciències.
- Era de vital importància l'entrada d'Espanya a l'ESO (finalment s'ha formalitzat l'entrada d'Espanya a ESO
- La importància d'incentivar algunes àrees de l'astronomia espanyola, com ara la Instrumentació.